# Кшитигарбха
Кшитигарбха (санскр. क्षितिगर्भ IAST: Kṣitigarbha, «Чрево Земли» или «Сущность Земли»; кит. 地藏菩薩 Дицзан Пуса, 地藏, Дицзан; яп. 地蔵 Дзидзо:; тиб. ས་ཡི་སྙིཔ་པོ། Sai Nyingpo, вайли Sa Yi Snying Po; кор. 지장 Чжиджан, 지장보살, Чжиджан Босаль; монг. Сайенинбу; вьет. Địa Tạng Vương, Диа Танг Выонг) — один из четырёх наиболее почитаемых бодхисаттв в махаяне и, в частности, в дальневосточном буддизме.

## Описание
Кшитигарбха воплощает собой силу обета спасения живых существ. Кшитигарбха принадлежит семейству Ваджра. Кшитигарбха дал обет не становиться буддой до тех пор, пока все живые существа не будут спасены. Особым полем деятельности Кшитигарбхи являются адские миры, так как именно там живые существа страдают больше всего и нуждаются в поддержке. Говорится, что Кшитигарбха в конце времён разнесёт все ады вдребезги, а пока он является наместником Будды Шакьямуни до прихода Будды Майтрейи. Считается, что сила и накопленные заслуги Кшитигарбхи невообразимы. Будда Шакьямуни ставит его в пример другим бодхисаттвам, объясняя, что, даже услышав лишь имя Кшитигарбхи, самые закоренелые грешники очищают последствия дурных деяний. В «Сутре основных обетов бодхисаттвы Кшитигарбхи» содержатся сведения об адах и особенностях почитания бодхисаттвы. В учении о Кшитигарбхе говорится, что те, кто с почтением относятся к нему, повторяют его имя, совершают подношения его образу, никогда не будут рождены в дурных областях существования и станут буддами.
В сутре Будда Шакьямуни объясняет как с помощью повторения имени Кшитигарбхи можно создать счастливую и долгую жизнь ребёнку, как спасти умерших родственников от дурных перерождений и научиться запоминать сутры махаяны:

Если же тот человек сможет произносить имя бодхисаттвы тысячу раз в день, то по прошествии тысячи дней бодхисаттва прикажет духам и демонам — покровителям той местности, где он находится, охранять того человека до конца его жизни. Этот человек всегда будет иметь в достатке одежду и пищу, он не будет болеть и страдать. В доме, где он будет жить, не случится никаких бед. Ничто не будет угрожать тому человеку. [Усердно практикуя], он добьётся того, что однажды бодхисаттва коснётся своей рукой его головы и возвестит ему пророчество о том, что в будущем он непременно достигнет бодхи.

Кшитигарбху относят к аятана-божествам, так как он символизирует зрение Будды — сознание зрения.
Кшитигарбха постиг все чудесные учения будд, поэтому знает самые искусные методы и обладает невероятными накоплениями. К нему обращаются не только за помощью в духовных делах, но и в мирских. Кшитигарбха даёт поддержку роженицам, обеспечивает счастливую и долгую жизнь ребёнку, который ещё находится в утробе матери, если беременные женщины будут выполнять наставления, приведённые для них в «Сутре основных обетов». Очень важной составляющей в учении Кшитигарбхи является помощь усопшим родственникам. Если усердно практиковать почтение и принять в Кшитигарбхе прибежище, то польза будет не только для тех, кто практикует, но и для членов их семей, как живых, так и умерших.
Чистой Землёй Кшитигарбхи является гора Кхарадия, находящаяся недалеко от горы Сумеру. В «Сутре десяти колёс» Будда Шакьямуни читает на этой горе проповедь своим ученикам и восхваляет Кшитигарбху. На территории Китая проекцией Чистой Земли Кшитигарбхи является гора Цзюхуашань в провинции Аньхуэй.

## История
Некоторые исследователи выдвигают гипотезу о том, что Кшитигарбха является производной или трансформацией индийской богини Притхиви, персонифицирующей Землю.
История не сохранила имя автора текста «Сутры основных обетов бодхисаттвы Кшитигарбхи», но считается, что она имеет мистическое происхождение. В конце VII века Шикшананда переводит сутру на китайский язык, она мгновенно завоёвывает популярность и распространяется по всей Поднебесной. В этой сутре Будда Шакьямуни передаёт Учение о бодхисаттве Кшитигарбхе своей матери. Поэтому сутру называют ещё «Сутрой сыновей почтительности» (кит. трад. 佛孝經, палл. фо сяо цзин). Культ Кшитигарбхи или, как его называют в Китае, Дицзана уже в VIII веке содержит некоторые тантрические учения.
В Японии этот культ особо почитаем в тантрической школе Сингон.
Учение Кшитигарбхи легко впитывало в себя верования о различных духах, особенно связанных с Землёй и местными охранителями. В древнем Китае Кшитигарбха был связан с Чэнхуанами — покровителями городов. Люди воспринимали этих духов в качестве эманаций Дицзана, поддерживающих и защищающих буддизм. Особенно популярным было объявление духов гор в качестве эманаций Кшитигарбхи. В Японии, например, Кшитигарбха стал отождествляться с местным божеством Досодзином, который покровительствует путешественникам и дорогам. Чтобы обеспечить безопасное путешествие, необходимо начитать имя Бодхисаттвы определённое (108 и др.) количество раз. На перекрёстках дорог можно увидеть множество статуй Кшитигарбхи (яп. 地蔵 дзидзо̄), поклонение которым тоже защищает путников от тягот странствий. Чуть позже к путникам, в качестве объектов особой защиты Кшитигарбхи, присоединили детей и воинов.
В Японию первая статуя Дзидзо, как называют Кшитигарбху японцы, попала в VIII веке и была установлена в Татибанадэра, но потом её перевезли в Хорюдзи. С этого момента Дзидзо становится популярным по всей стране, хотя монашеская братия знала о нём и раньше из некоторых сутр, появившихся в Японии в период Нара.

## Русский перевод Сутры о Кшитигарбхе
По-русски «Сутра основных обетов бодхисаттвы Кшитигарбхи» опубликована в переводе с китайского языка и с комментариями российского буддолога и переводчика Д. В. Поповцева в 2002 году. («Сутра основных обетов бодхисаттвы Кшитигарбхи.» Издательство «Евразия». СПб. 2002)
Ранее отрывки из Сутры публиковались в различных буддологических исследованиях

## Иконография
Кшитигарбха — единственный из бодхисаттв махаяны, который изображается в виде монаха. Он чаще всего жёлтого, реже белого цвета. У Него одно лицо и две руки.
В ранних изображениях, пришедших в Китай из Индии, Кшитигарбха чаще всего изображается с поднятой правой рукой, сложенной в варада-мудру. Левая рука держит чинтамани или поднос с драгоценностями. В более поздние времена в правой руке у Кшитигарбхи появляется оловянный монашеский посох — кхаккхара. Иногда Кшитигарбха изображается в виде наставника буддийского монастыря, тогда его голову венчает корона с изображениями Пяти Татхагат (санскр. Панча-Татхагата). Можно встретить варианты, где Кшитигарбха держит в левой руке лотос и ветку дерева, исполняющего желания, а правая рука в бхумиспарша-мудре (мудра касания земли).
На некоторых китайских иконах Дицзана можно увидеть с его ездовым животным львом Титином. Титин изображается голубого или синего цвета, его лапы заканчиваются копытами, а на лбу есть маленький рог.
В Японии очень часто Кшитигарбху изображают в виде маленького ребёнка, ведь одна из основных функций в японском культе — защита детей, умерших детей. На маленькие статуи Дзидзо часто вешают красные слюнявчики, которые символизируют собой просьбу защитить души умерших детей.
Тибетские изображения Кшитигарбхи основываются на индийском каноне. Бодхисаттва сидит со скрещенными ногами, в одной руке у Него чинтамани, а другая рука в варада-мудре.
В дальневосточных традициях образы Кшитигарбхи, как правило, устанавливают в южной части домов и монастырей.
Вот что сказано в «Сутре основных обетов бодхисаттвы Кшитигарбха»:

О Почитаемый Миром! Я вижу, что многие из живых существ настоящего и будущего, выбрав чистое место в южной части своего жилища, сооружают там киоты из глины, камня, бамбука или дерева. Если кто-либо из них поместит в такой киот нарисованный образ Кшитигарбхи или же статую, сделанную из золота, серебра, меди или железа, если такой человек будет возжигать благовония перед этой статуей, делать подношения Бодхисаттве, поклоняться ему и восхвалять его, то непременно обретёт десять видов пользы.

Каковы эти десять видов пользы?

1. Земля ему будет приносить обильный урожай.

2. В его семье будет царить постоянный мир.

3. Его прежде умершие родственники родятся на небесах.

4. Все ныне живущие обретут пользу и долголетие.

5. Он будет обретать всё то, к чему стремится

6. Он никогда не будет страдать от бедствий, связанных с огнём и водой.

7. Он не будет страдать от нищеты.

8. Он не будет страдать от кошмаров.

9. Духи будут охранять его, куда бы он ни пошёл.

10. Он всегда с лёгкостью будет обретать доступ к буддийскому учению.

О Почитаемый Миром! Все живые существа настоящего и будущего, которые у себя дома смогут осуществлять эту форму поклонения, обретут названные выше десять видов пользы.